# Same Place the Fly Got Smashed
Same Place the Fly Got Smashed is een album van de Amerikaanse indierockband Guided by Voices. Er werden oorspronkelijk slechts 500 platen gedrukt. In James Greers boek Guided by Voices: A Brief History zegt Bob Pollard dat dit album zijn favoriete teksten bevat, met name het nummer Pendulum.
Airshow '88 bevat een sample van de tv-film Shattered Dreams (1990, Lindsay Wagner e.a.):
You brought me down, you and your family. I did not!

## Tracklist
| Nr. | Titel                         | Duur |
| --- | ----------------------------- | ---- |
| 1.  | Airshow '88                   | 2:12 |
| 2.  | Order for the New Slave Trade | 3:09 |
| 3.  | The Hard Way                  | 2:53 |
| 4.  | Drinker's Peace               | 1:52 |
| 5.  | Mammoth Cave                  | 2:17 |
| 6.  | When She Turns 50             | 2:07 |
| 7.  | Club Molluska                 | 1:35 |

| Nr. | Titel             | Duur |
| --- | ----------------- | ---- |
| 1.  | Pendulum          | 1:49 |
| 2.  | Ambergris         | 0:52 |
| 3.  | Local Mix-Up      | 4:40 |
| 4.  | Murder Charge     | 2:12 |
| 5.  | Starboy           | 1:10 |
| 6.  | Blatant Doom Trip | 3:59 |
| 7.  | How Loft I Am?    | 1:05 |

## Referentie
- (en)  Same Place the Fly Got Smashed in de Guided by Voices Database